# Andrzej Lipkowski

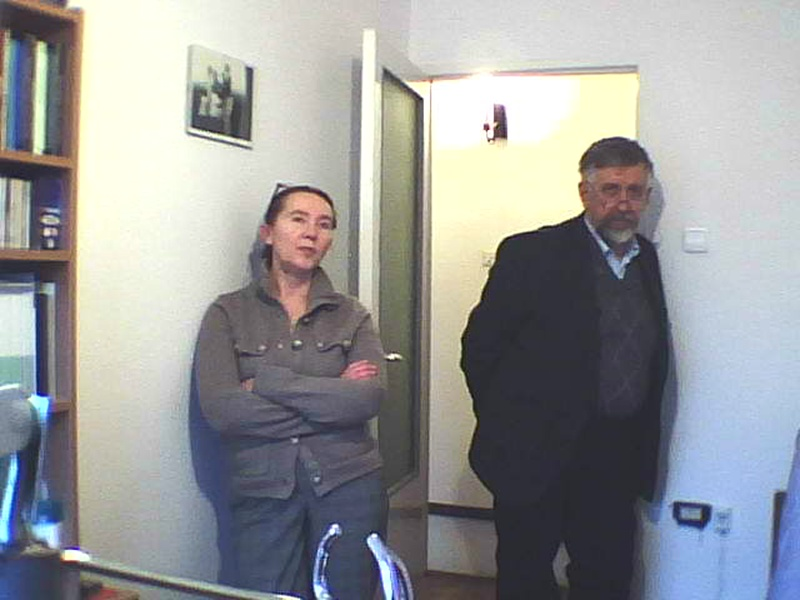
Andrzej Lipkowski i jego żona, prof. Zofia Urbańczyk-Lipkowska (2009)

Andrzej Wojciech Lipkowski (ur. 23 kwietnia 1946, zm. 27 listopada 2014) – polski biochemik, profesor nauk medycznych, dyrektor Instytutu Medycyny Doświadczalnej i Klinicznej im. Mirosława Mossakowskiego PAN w Warszawie, specjalista w dziedzinie chemii, biologii i farmakologii peptydów mózgowych i ich pochodnych. Syn pedagoga Ottona Lipkowskiego, brat fizykochemika Janusza Lipkowskiego.

## Wykształcenie i kariera naukowa

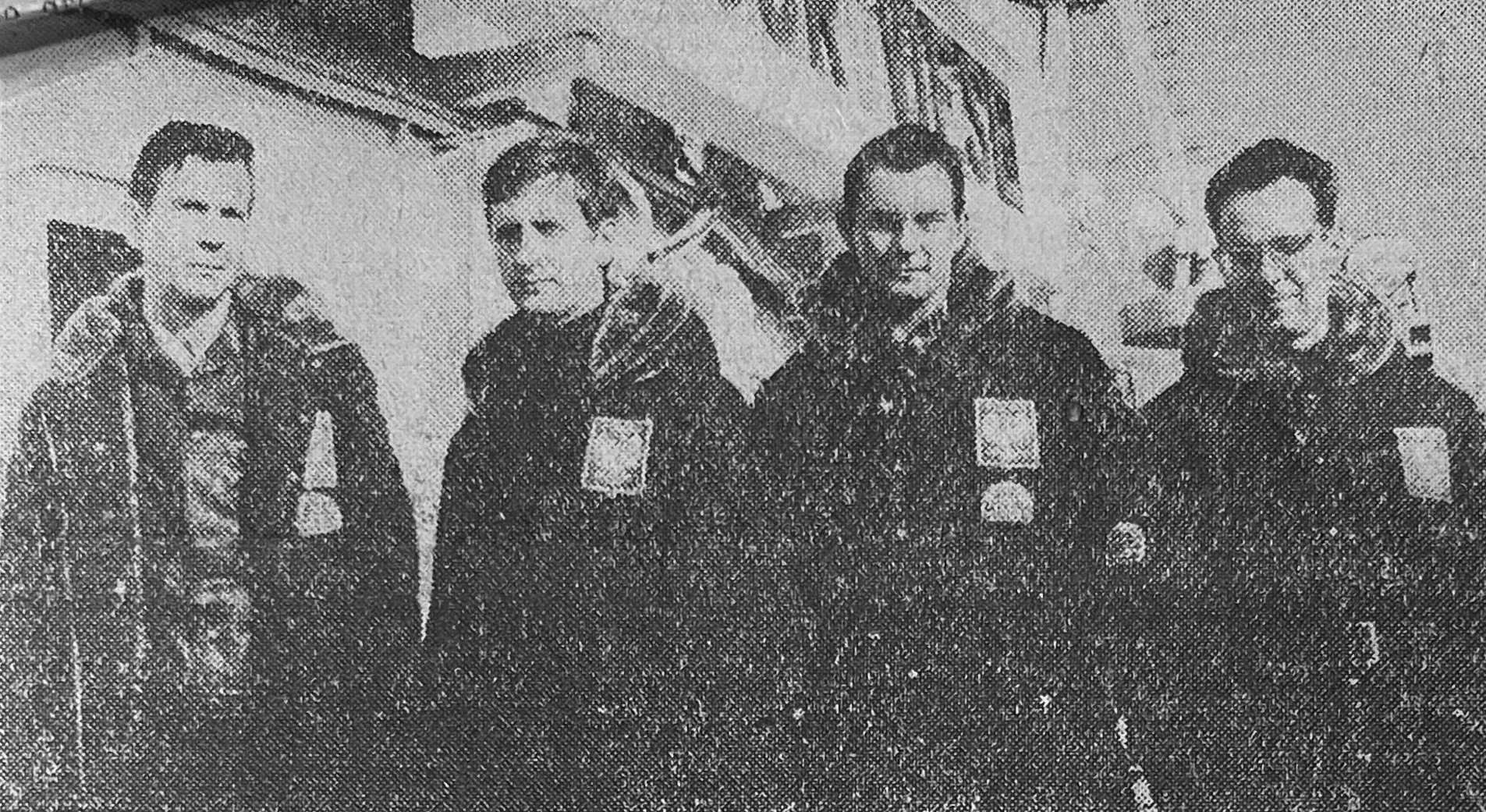
Uczestnicy III Wyprawy Polskich Biologów na Antarktydę, wśród nich Andrzej Lipkowski (2. od lewej), 1973

W 1964 r. ukończył VI Liceum Ogólnokształcące im. Tadeusza Reytana w Warszawie, a w 1969 r. studia na Wydziale Chemii Uniwersytetu Warszawskiego. Uczeń prof. Stefanii Drabarek.
Jako młody pracownik naukowy UW wziął udział od października 1973 do kwietnia 1974 w III Wyprawie Polskich Biologów na Antarktydę. Na Wydziale Chemii UW pracował do 1990 r. Stopień doktora uzyskał tam w 1976 r., staż podoktorski odbył w latach 1977–1978 w laboratorium profesora George’a Floureta na Northwestern University (Chicago, USA). W 1983 r. pracował naukowo w Max Planck Institute for Psychiatry (Monachium, Niemcy) u profesora Albert’a Herz’a. Habilitację zrobił na macierzystym Wydziale Chemii Uniwersytetu Warszawskiego w 1984 r.
W latach 1986–1988 pracował naukowo w laboratorium prof. Philipa Portoghese na University of Minnesota (Minneapolis, USA).
W 1988 r. był pracownikiem naukowym University of Arizona (Tucson, USA), a w 1990 visiting scholar w Tufts University School of Medicine (Boston, USA).
Po powrocie do Polski, od 1991 r. prowadził utworzony przez siebie Zakład Neuropeptydów w Centrum Medycyny Doświadczalnej i Klinicznej PAN. W latach 1992–2010 jednocześnie kierował Zakładem Biotechnologii Instytutu Chemii Przemysłowej w Warszawie.
Nominację na profesora nauk medycznych otrzymał w 2001 r.
W 2010 roku został wybrany na dyrektora IMDiK PAN, którym kierował do śmierci w 2014 r.

## Zainteresowania naukowe i działalność zawodowa
Podczas wyprawy antarktycznej na przełomie lat 1973/1974 zajmował się badaniem systemu odżywiania się ryb, poszukiwaniem DDT i innych środków trujących w ich organizmach oraz izolowaniu białek z kryla antarktycznego. Bardzo wcześnie skierował swoje zainteresowania badawcze na możliwość stosowania średniocząsteczkowych związków organicznych, zwłaszcza peptydów, w praktyce medycznej. Na stażu podoktorskim w Northwestern University zajmował się syntezą analogów oksytocyny. Po powrocie z USA do Polski zaprojektował i przeprowadził syntezę dimerycznego analogu enkefaliny – bifaliny. Badania nad tym związkiem, o wielokrotnie większej aktywności przeciwbólowej od morfiny, zaowocowały jego habilitacją. Podczas pracy na University of Minnesota zsyntetyzował norbinaltorphiminę (norNBI), która jest selektywnym antagonistą receptorów opioidowych typu κ. Jest on do dziś stosowany w laboratoriach przy badaniach opioidowych. Na University of Arizona podjął wieloletnią współpracę z prof. Victorem Hrubym, a w 1990 r. w Tufts University School of Medicine (Boston, USA) z anestezjologiem, prof. Danem Carrem – dotyczyła ona peptydów o działaniu przeciwbólowym.
Był pionierem poszukiwań nowych substancji i metod zwalczania przewlekłego bólu oraz wprowadzania nowoczesnych metod podawania leków do miejsca ich oczekiwanego działania. We współpracy z Kyoto University zidentyfikował i zbadał szereg biologicznie aktywnych białek roślinnych, w tym regulujących ciśnienie krwi. Jego prace nad białkami naturalnymi zaowocowały również opracowaniem oryginalnych białkowych szkieletów do trójwymiarowej hodowli komórek, w tym komórek macierzystych.
Opracował ponad 30 wniosków patentowych. Był organizatorem nauki, współpracował z licznymi ośrodkami badawczymi w Polsce i zagranicą. Upowszechniał osiągnięcia wśród firm biotechnologicznych oraz kierował dużymi zespołami badawczymi. Jego aktywność na tym polu zaowocowała stworzeniem trzech tzw. klastrów – powiązań kooperacyjnych (Mazowiecki Klaster Peptydowy, Klaster Leczenia Bólu oraz „ALICE-MED”), na których tworzenie i rozwój uzyskał 4-krotnie finansowanie z Europejskiego Funduszu Rozwoju Regionalnego. Był koordynatorem projektu integrującego prace jedenastu zespołów z sześciu krajów, tworzącego międzynarodowe konsorcjum badawcze realizujące grant europejski STREP w ramach 6 Programu Ramowego, mający na celu opracowanie nowych generacji leków przeciwbólowych dla leczenia bólów nowotworowych.
Opublikował ok. 120 prac z obszaru neuronauk z indeksem Hirscha wynoszącym 37.
Zainteresowań nie ograniczał do zastosowań biochemii w medycynie. Był współtwórcą m.in. paliwa Gliperol do silników wysokoprężnych.

## Aktywność społeczno-polityczna
Od listopada 1969 r. był członkiem Stronnictwa Demokratycznego. Pełnione funkcje: przewodniczący Koła Międzywydziałowego SD przy Uniwersytecie Warszawskim (1971–1973), członek Stołecznego Komitetu SD (1981–1984), wiceprzewodniczący Uczelnianego Komitetu SD UW (1982–1983), przewodniczący Uczelnianego Komitetu SD UW (1983–1987). Był też członkiem ZSP (1964–1968) i działaczem związków zawodowych: ZNP (1969–1986) oraz NSZZ „Solidarność” (1980–1981).

## Odznaczenia i wyróżnienia
- Złoty Krzyż Zasługi (2012)[18]
- Nagroda Prezesa Rady Ministrów za działalność w roku 2012 (2013)[19]
- Krzyż Komandorski „Merite de L’Invention” za szczególne zasługi dla wynalazczości (odznaczenie belgijskie, 2006)[20]

## Wybrane publikacje
Publikacje cytowane ponad 100 razy (w nawiasach liczba cytowań do marca 2025 wg Web of Science):
- P.S. Portoghese, A.W. Lipkowski, A.E. Takemori, Binaltorphimine and nor-binaltorphimine, potent and selective kappa-opioid receptor antagonists, „Life Sciences”, 40 (13), 1987, s. 1287–1292, DOI: 10.1016/0024-3205(87)90585-6, PMID: 2882399 [dostęp 2025-03-26] (ang.). (571)
- Ewa D. Marczak i inni, New antihypertensive peptides isolated from rapeseed, „Peptides”, 24 (6), 2003, s. 791–798, DOI: 10.1016/s0196-9781(03)00174-8, PMID: 12948830 [dostęp 2025-03-26] (ang.). (190)
- P.S. Portoghese, H. Nagase, A.W. Lipkowski, D.L. Larson, A.E. Takemori, Binaltorphimine-related bivalent ligands and their kappa opioid receptor antagonist selectivity, „Journal of Medicinal Chemistry”, 31 (4), 1988, s. 836–841, DOI: 10.1021/jm00399a026, PMID: 2832604 [dostęp 2025-03-26] (ang.). (161)
- A.S. Portoghese, A.W. Lipkowski, A.E. Takemori, Bimorphinans as highly selective, potent kappa opioid receptor antagonists, „Journal of Medicinal Chemistry”, 30 (2), 1987, s. 238–239, DOI: 10.1021/jm00385a002, PMID: 3027336 [dostęp 2025-03-26] (ang.). (144)
- P.J. Horan i inni, Antinociceptive profile of biphalin, a dimeric enkephalin analog, „The Journal of Pharmacology and Experimental Therapeutics”, 265 (3), 1993, s. 1446–1454, DOI: 10.1016/S0022-3565(25)38254-6, PMID: 8389867 [dostęp 2025-03-26] (ang.). (126)
- A.W. Lipkowski, A.M. Konecka, I. Sroczyńska, Double-enkephalins–synthesis, activity on guinea-pig ileum, and analgesic effect, „Peptides”, 3 (4), 1982, s. 697–700, DOI: 10.1016/0196-9781(82)90173-5, PMID: 7134034 [dostęp 2025-03-26] (ang.). (123)